# 15131 Alanalda
15131 Alanalda è un asteroide della fascia principale. Scoperto nel 2000, presenta un'orbita caratterizzata da un semiasse maggiore pari a 2,6170350 UA e da un'eccentricità di 0,1175255, inclinata di 6,62274° rispetto all'eclittica.